# GitLab
GitLab – hostingowy serwis internetowy i oprogramowanie przeznaczone dla projektów programistycznych. GitLab oparty jest na systemie kontroli wersji Git oraz otwartoźródłowym oprogramowaniu wspomagającym zarządzanie projektami opartymi na Git.
Oprogramowanie zostało stworzone przez Dmitrija Zaporożca oraz Sida Sijbrandija, którzy założyli później firmę GitLab Inc.. Program jest darmowy w wypadku samodzielnej instalacji na własnym serwerze. Firma oferuje jednak również płatną wersję hostowaną na serwerach firmowych w różnych planach zależnych m.in. od liczby użytkowników projektów.
Usługa jest jedną z najpopularniejszych tego typu na rynku, z której korzystają takie firmy, jak IBM, Sony, NASA, Oracle, GNOME Foundation, Nvidia, czy SpaceX. Serwis był notowany w rankingu Alexa na miejscu 2855 (maj 2020).
Usługa oprócz repozytoriów opartych na systemie kontroli wersji oferuje także platformę dla metodyki DevOps oraz CI/CD.
Oprogramowanie serwisu GitLab zostało stworzone w języku Ruby (Ruby on Rails), a wygląd serwisu w języku JavaScript (Vue.js).